# Trox inadai
Trox inadai is een keversoort uit de familie beenderknagers (Trogidae). De wetenschappelijke naam van de soort is voor het eerst geldig gepubliceerd in 2008 door Ochi, Kawahara & Inagaki.